# 耒阳市
耒阳市，别称纸都，是中华人民共和国湖南省衡阳市下辖县级市，漢代因其位於耒水之北而得名，至今亦有耒水贯穿其中。市人民政府駐蔡子池街道金陽路1號。
耒阳也是中国四大发明之一造纸术的发明者蔡伦的故乡，中国地名文化遗产，千年古县，中国油茶之乡。位于湖南省东南部，耒水中游。东北邻安仁县；东南、南连永兴县；西南接桂阳县；西滨舂陵水，与常宁县隔河相望；北界衡南县。南北长62公里，东西宽58公里，成不规模棱形，总面积2,648.6平方公里。是全省三座县级中等城市之一，也是全湖南省城区面积最大、城市人口最多的县级城市。

## 历史

### 古代
耒阳建置很早，在夏商属荆州，战国时属楚。公元前221年（秦始皇二十六年）置耒县，因耒水而命名，隶长沙郡。公元前202年（西汉高祖五年），以其治位耒水之北，更名耒阳县，隶属桂阳郡。
公元14年（王莽新朝天凤元年），耒阳县改名南平亭，隸屬南平郡。
公元25年—26年（东汉建武年间），南平亭復名為耒阳县，隸屬於荆州刺史部桂阳郡。公元208年（东汉献帝建安十三年）赤壁之战后，军阀刘备据荆州，并攻取桂阳郡，耒阳随之归属桂阳郡。公元214年（建安十九年）后来建立吴国的军阀孙权夺取桂阳郡。公元222年（蜀汉章武二年）時，耒阳仍属桂阳郡，归荆州刺史管辖。同年八月，荆州和襄阳地区归属东吴，耒阳依旧隶属于桂阳郡。東吴孙亮（公元252年—258年）在位時期将耒陽縣原有的县域划分为新宁、新平、梨阳、耒阳四個县，耒阳仍然隸屬桂阳郡。
公元280年，西晋灭吴，耒阳仍隶属桂阳郡，最初屬於湘州管轄，後來改属荆州。同时，原来的梨阳县被更名为利阳县，仍属湘东郡。公元395年（东晋孝武帝太元二十年），利阳县被撤销并并入耒阳县，隶属江州桂阳郡。
公元420年—551年（宋、齐至梁天正元年）南北朝时，耒阳县隶属于湘州桂阳郡。公元552年—554年梁元帝统治时期，耒阳的县治遷移至列敖山口，改隶属為湘洲湘东郡。陈朝時期这一行政区划未发生变化。
公元589年（隋文帝开皇九年），隋平定陈，耒阳县更名为涞阴县，以其治位于耒阳水之阴而得名（水之东为阴），隶属衡州。
公元621年（唐武德四年），复名為耒阳县，县治迁回汉晋时期的旧址，隶属于衡州。公元627年（贞观元年）起属于江南道。公元896年（昭宗乾宁三年）马殷佔据潭州，被封為楚王，衡州及下屬的耒陽歸楚國統治，在五代的梁、唐、晋、汉等朝代，合计五十六年间，一直是楚國的領地。
公元951年（南唐保大九年）李璟在位时、刘仁赡攻取岳州，并命令边镐從袁州进攻长沙，试图夺取楚国全境。公元952年（保大十年）武平軍節度使周行逢攻取潭州，其子周保叔继任衡州刺史，耒阳县随衡州归属南唐，县名仍然沿用原名。
宋朝時改名为来阳县，隶属衡州衡阳郡，属荆湖南路安抚司。
公元1282年（元世祖至元年十九年），因耒阳民众繁富而升为州，更名為耒陽州，直接隸屬湖广行省湖南道宣尉司。
公元1370年（明洪武三年）三月，耒阳因遭兵灾人口骤减，被降级为县，隶属湖广政使司衡州府。
清朝仍为耒阳县，隶属衡永郴桂道（初为衡永郴道）衡州府。

### 中華民國大陸時期
1914年（民国三年），改衡永郴桂道为衡阳道，耒阳隶属衡阳道，属湖南省。1922年（民国十一年），废道存省，耒阳县隶属湖南省。1937年（民国二十六年）12月，湖南省分置9个行政督察区。耒阳县隶属湖南省第五行政督察区。1940年（民国二十九年）4月，将全省改划为十个行政督察区，耒阳县隶属湖南省第二行政督察区。1944年（民国三十三年）7月3日，日军侵占耒阳城，县政府迁上堡街（今属黄市镇），后迁严塘铺（今属大义镇）。1945年（民国三十四年）8月15日，日本宣布无条件投降，9月15日境内日军缴械，耒阳光复，县政府迁回县城。

### 中华人民共和国时期
1949年10月7日，解放軍控制耒阳，12月成立耒阳县人民政府，隶属衡阳专区。1952年11月，衡阳、郴县、零陵三专署合并成立湘南行署（行署驻衡阳），耒阳隶属湘南行政区。1954年7月，撤销湘南行署，改设衡阳、郴县两个专署，耒阳隶属郴县专区。1983年7月1日，回归衡阳市。1986年11月，经国务院批准，耒阳县升格为县级耒阳市，隶属衡阳市。以原城关镇为市区。2006年3月，经衡阳市人民政府批准，设置五里牌街道办事处，4月21日正式挂牌成立。办事处总面积29平方公里，人口5.3万人。2010年8月，成立三顺街道办事处，辖1个居委会、6个建制村，总面积26.56平方公里，总人口1.5万人，办事处机关驻三顺。2015 年 9 月，成为湖南国土资源省直管县经济体制改革试点县（市）。2015 年 12 月，余庆、磨形2个乡以及三顺街道成建制合并，设立余庆街道。

## 人口
2022年末，全市总人口137.8万，其中男性73.2万人，女性64.6万人；常住总人口112.4万人，其中农村人口58.5万人，城镇人口53.9万人。境内有汉族、苗族、侗族、蒙古族、壮族、土家族、朝鲜族、回族、满族、瑶族、彝族、藏族、布依族、维吾尔族、纳西族、白族、佤族、仡佬族、高山族、畲族、哈瓦族、傈僳族、羌族、布郎族、基诺族、景颇族、拉祜族、仫佬族、京族、怒族、黎族、哈萨克族、土族，以汉族居多。
根據第七次人口普查數據，截至2020年11月1日零時，耒陽市常住人口為114.0675萬人。

## 语言
耒阳市辖区内的方言主要是耒阳话，其内部又有东乡口音，西乡口音以及北乡口音。以前的出版物多将耒阳话划为客家话区，现在多数学者赞成把耒阳话划分为赣语耒资片。

## 地理
耒阳地处南岭余脉，境内为低山丘陵地带，市境东南多山地，西部则较平缓。属于亚热带季风气候，既具有阳光丰富的大陆性季风气候特点，又有雨量充沛、空气湿润的海洋性气候特征。全市年平均气温18℃，降水量1337毫米。
耒阳市地处衡阳盆地南缘向五岭山脉地过渡地段。从东向西，由海拔478.5米递降到70米；自南向北，由海拔301米递降到70米；由西南向西北，从海拔623米递降到66米，形成东、南、西南高，中、西北部低，自东南向西北形成一个波浪式的倾斜面，恰似一个朝西北开口的马蹄形。
耒阳市地形较为复杂，山、丘、岗、平地俱全，但岗地、丘陵地貌为主。山地最高点坪田乡元明坳（海拔845米），地势比降19‰，东、南、西南由元明坳、五峰仙、侯憩仙、鼎丰坳、神岭、马仔山等45座海拔500米以上的山峰和165座海拔300—500米的山逢；山地前沿丘陵起伏，海拔200—300米，为市境地的油基地；中部和西北部地势低平，起伏和缓。岗地、平原相间，海拔65—130米左右。市内较大的垌田主要有遥田垌、仁义十里垌、夏塘垌、马水垌、三都垌、高炉垌等15个。全市陆地与水面之比是9.5∶0.5。

## 政治

### 现任领导
| 机构     | 耒阳市人民政府 市长  | · 中国共产党 · 耒阳市委员会 · 书记 | 耒阳市人民代表大会 常务委员会 主任 | · 中国人民政治协商会议 · 耒阳市委员会 · 主席 |
| -------- | -------------------- | ---------------------------------- | ---------------------------------- | -------------------------------------------- |
| 姓名     | 尹立鑫               | 赖馨正                             | 龚志桂                             | 李云                                         |
| 民族     | 汉族                 | 汉族                               | 汉族                               | 汉族                                         |
| 出生地   | 湖南省衡东县         | 湖南省湘潭市                       | 湖南省                             | 湖南省耒阳市                                 |
| 出生日期 | 1969年5月（55—56歲） | 1970年7月（54歲）                  | 1979年10月（45歲）                 | 1970年10月（54歲）                           |
| 就任日期 | 2021年5月            | 2021年4月18日                      | 2021年10月29日                     | 2021年10月28日                               |

### 行政区划
耒阳市下辖6个街道办事处、19个镇、5个乡。
| 區劃代碼  | 區劃名稱   | 漢語拼音             | 面積 （平方公里） | 郵政編碼 | 村級行政區劃 | 村級行政區劃 |
| 區劃代碼  | 區劃名稱   | 漢語拼音             | 面積 （平方公里） | 郵政編碼 | 社區         | 行政村       |
| --------- | ---------- | -------------------- | ----------------- | -------- | ------------ | ------------ |
| 430481000 | 耒陽市     | Lěiyáng Shì          | 2,648.6           | 421800   | 61           | 319          |
| — 街道 —  |            |                      |                   |          |              |              |
| 430481001 | 蔡子池街道 | Càizǐchí Jiēdào      |                   | 421899   | 10           | -            |
| 430481002 | 灶市街街道 | Zàoshìjiē Jiēdào     |                   | 421899   | 12           | 9            |
| 430481003 | 水东江街道 | Shuǐdōngjiāng Jiēdào |                   | 421899   | 8            | 15           |
| 430481004 | 五里牌街道 | Wǔlǐpái Jiēdào       |                   | 421899   | 6            | 2            |
| 430481005 | 三架街道   | Sānjià Jiēdào        |                   | 421899   | 3            | 7            |
| 430481006 | 余庆街道   | Yúqìng Jiēdào        |                   | 421899   | 3            | 16           |
| — 镇 —    |            |                      |                   |          |              |              |
| 430481100 | 黄市镇     | Huángshì Zhèn        |                   | 421832   | 1            | 7            |
| 430481101 | 小水镇     | Xiǎoshuǐ Zhèn        |                   | 421824   | 1            | 18           |
| 430481102 | 公平圩镇   | Gōngpíngxū Zhèn      |                   | 421825   | 1            | 13           |
| 430481104 | 三都镇     | Sāndōu Zhèn          |                   | 421807   | 1            | 16           |
| 430481105 | 南阳镇     | Nányáng Zhèn         |                   | 421805   | 1            | 11           |
| 430481107 | 夏塘镇     | Xiàtáng Zhèn         |                   | 421804   | 2            | 11           |
| 430481108 | 龙塘镇     | Lóngtáng Zhèn        |                   | 421815   | 1            | 10           |
| 430481109 | 哲桥镇     | Zhéqiáo Zhèn         |                   | 421841   | 2            | 11           |
| 430481110 | 永济镇     | Yǒngjì Zhèn          |                   | 421848   | 1            | 8            |
| 430481111 | 遥田镇     | Yáotián Zhèn         |                   | 421849   | 1            | 8            |
| 430481112 | 新市镇     | Xīnshì Zhèn          |                   | 421818   | 4            | 12           |
| 430481113 | 淝田镇     | Féitián Zhèn         |                   | 421899   | -            | 8            |
| 430481114 | 大市镇     | Dàshì Zhèn           |                   | 421817   | 1            | 16           |
| 430481115 | 仁义镇     | Rényì Zhèn           |                   | 421837   | -            | 12           |
| 430481116 | 南京镇     | Nánjīng Zhèn         |                   | 421841   | -            | 9            |
| 430481117 | 大义镇     | Dàyì Zhèn            |                   | 421842   | -            | 13           |
| 430481118 | 东湖圩镇   | Dōnghúxū Zhèn        |                   | 421812   | 1            | 11           |
| 430481119 | 马水镇     | Mǎshuǐ Zhèn          |                   | 421819   | -            | 15           |
| 430481120 | 导子镇     | Dǎozi Zhèn           |                   | 421813   | 1            | 12           |
| — 鄉 —    |            |                      |                   |          |              |              |
| 430481201 | 亮源乡     | Liàngyuán Xiāng      |                   | 421819   | -            | 8            |
| 430481203 | 太平圩乡   | Tàipíngxū Xiāng      |                   | 421826   | -            | 9            |
| 430481213 | 长坪乡     | Chángpíng Xiāng      |                   | 421839   | -            | 13           |
| 430481214 | 大和圩乡   | Dàhéxū Xiāng         |                   | 421845   | -            | 10           |
| 430481215 | 坛下乡     | Tánxià Xiāng         |                   | 421844   | -            | 9            |

## 经济

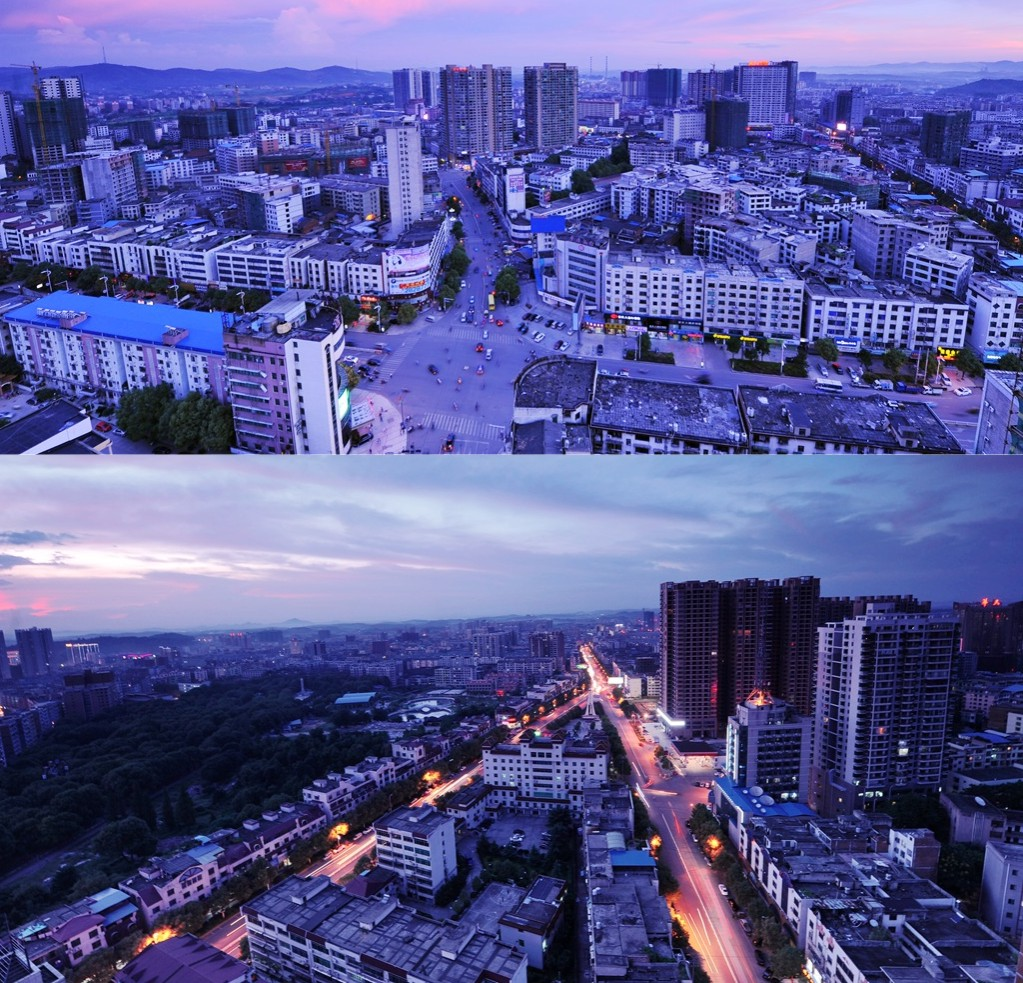
耒阳市神农路2014年5月城市景象

2022年全市地区生产总值（GDP）445.25亿元，增长5.2%。一、二、三产业增加值分别完成68.12亿元、126.7亿元、250.4亿元，分别增长3.2％、7.1％、4.9％。按平均常住人口计算，人均地区生产总值39506元，增长6.2%。三次产业结构比调整为15.3∶28.5∶56.2。全市新增城镇就业9874人，失业人员再就业5952人，就业困难人员1365人，新增农村劳动力转移就业7500人，城镇登记失业率控制在4.5%以内。
农林牧渔业增加值增长3.7%；农林牧渔服务业增加值增长9.7%。全市农林牧渔业实现总产值131.43亿元，增长4%，其中，农业产值48.1亿元，林业产值6.7亿元，牧业产值56.3亿元，渔业产值11.2亿元。粮食作物总播种面积74.07千公顷，增长0.1%；粮食总产量47.27万吨，下降1.1%。出栏肉猪109.79万头；出栏肉用牛2.95万头；出栏羊12.66万头；出栏家禽1870.74万羽。新增农民专业合作社90个，全市共有农民专业合作社1247个，其中国家级专业合作示范组织5个，省级专业合作示范组织24个；农民专业合作社成员6.91万人。全市共有家庭农场825家，其中2022年新增30家。截止到2022年底，耒阳市土地流转面积为97.49万亩，其中耕地流转面积为32.34万亩。
工业增加值增长5.7%。其中规模以上工业增加值增长8.2%，园区规模工业增加值增长6.2%；规模工业总产值182.28亿元，增长10.9%，其中采矿业增长33.0%，制造业增长10.5%，电力、热力、燃气及水生产和供应业下降7.2%；实现营业收入190.2亿元，增长13.9%；实现利润总额9.7亿元，增长40.3%。吸纳从业人员2.3万人。资质建筑企业28个，建筑业总产值12.73亿元，增长13.2%；建筑业增加值增长12.8%；房屋建筑施工面积169.96万平方米，下降10%。
- 农副、工业并重。
- 农业主产水稻及棉花、油菜、甘薯等。广泛种植油茶树，是中国最主要的茶油产地之一。
- 工业较发达，为湘南煤炭重要产地之一。目前，耒阳的采矿、发电（大唐耒阳发电厂）工业的实力位居湖南省前列。

## 交通
- 京广铁路：耒阳站：位于灶市街街道办事处。
- 京港澳高速：耒阳境内有新市,耒阳,公平三个高速路口。
- 107国道：南北走向（北京—深圳）。
- 356国道：東西走向（福建湄洲—四川西昌）。
- 320省道：东西走向，向东往茶陵，向西往祁阳。
- 遥田机场
- 耒水航运
- 京广高铁：耒阳西站：位于城西方向的三順村，2009年开始使用,为四线双站台。
- 规划中的三南高速/茶安耒常高速。

## 物产
- 境内高岭土储量较大，是上佳的造纸原料。
- 煤炭资源亦颇丰富，无烟煤预测储量接近10亿吨。
- 林产有杉、松、南竹、油茶。

## 休闲与娱乐
- 五一路商圈，老商圈现已发展为现代化商圈。
- 南正街
- 五一广场
- 发明家广场商圈
- 烈士陵园，是耒阳自发形成的休闲中心。里面树木繁盛（但在2008年中国雪灾中破坏较为严重），早晨市民过来锻炼身体，傍晚饭后市民在这散步，晚上市民则在歌厅，溜冰场等处娱乐。在这里休闲娱乐的中老年人居多。
- 杜甫公园，位于耒水中的东洲上（后迁至耒阳一中）。
- 神龙广场、狮子岭公园、马阜岭公园、顺湖公园。
- 蔡伦纪念园，原大舞台地点，也是市民休闲娱乐地点之一。
- 沿江路，无数的小吃、夜宵摊点、歌厅。

## 文化和旅游

### 自然风光
- 蔡伦竹海
- 鸭婆洲
- 鹿岐峰
- 金线吊葫芦
- 汤泉温泉
- 直钓岩，又名张良洞

### 名胜古迹
- 蔡伦纪念园
- 杜甫墓
- 汉代古县廷
- 新市古镇
- 培兰斋
- 谷朗墓
- 八角亭
- 凌云塔，又名青麓塔、青龙塔

### 宗教民俗
- 金钱寺
- 鹿峰寺
- 盘古庙